# Чемпионат Азербайджана по борьбе 2010
Чемпионат Азербайджана по борьбе 2010 года проходил в Баку с 15 по 18 июня. Соревнования среди мужчин проходили по вольной и греко-римской борьбе в спортивном комплексе «Серхедчи». Всего разыгрывалось 14 комплектов медалей.

## Медалисты

### Вольная борьба
| Категория | Золото                             | Серебро                            | Бронза                                                    |
| --------- | ---------------------------------- | ---------------------------------- | --------------------------------------------------------- |
| до 55 кг  | Джейхун Алиев                      |                                    |                                                           |
| до 60 кг  | Агагусейн Мустафаев                |                                    |                                                           |
| до 66 кг  | Руслан Дибиргаджиев                | Зелимхан Хусейнов                  |                                                           |
| до 74 кг  | Ашраф Алиев СО «Нефтчи»            | Эльнур Алиев СО «Нефтчи»           | Рухид Азимов Ленкорань Эмин Азизов СО «Нефтчи»            |
| до 84 кг  | Чамсулвара Чамсулвараев «Атаспорт» | Гаджи Алиджанов Загатальский район | Роман Бекиров Апшеронский район Азер Исрафилов СО «Зенит» |
| до 96 кг  | Джамаладдин Магомедов «Атаспорт»   | Мехман Имангулиев СО «Нефтчи»      | Джавид Мамедов СО «Гёмрюкчю» Шариф Шарифов «Атаспорт»     |
| до 120 кг | Тохтар Темрезов «Атаспорт»         | Максим Прохоров «Атаспорт»         | Михаил Газзаев «Атаспорт» Селим Изахаров СО «Зенит»       |

### Греко-римская борьба
| Категория | Золото                       | Серебро          | Бронза          |
| --------- | ---------------------------- | ---------------- | --------------- |
| до 55 кг  | Орхан Ахмедов                |                  |                 |
| до 60 кг  | Фуад Алиев                   |                  | Ровшан Байрамов |
| до 66 кг  | Виталий Рагимов              |                  |                 |
| до 74 кг  | Эльвин Мурсалиев СО «Нефтчи» | Рафик Гусейнов   |                 |
| до 84 кг  | Саман Тахмасеби «Атаспорт»   | Шалва Гадабадзе  |                 |
| до 96 кг  | Сабухи Гумбатов СО МВД       | Эльдар Атакишиев |                 |
| до 120 кг | Муслим Муслимов СО «Нефтчи»  | Заур Мехралиев   |                 |